# Bob Fitch
Robert « Bob » Fitch (né le 28 juillet 1919 à Audubon et mort le 15 avril 2003 à Bloomington) est un athlète américain, spécialiste du lancer du disque.

## Biographie
Le 8 juin 1946, à Minneapolis, Robert Fitch établit un nouveau record du monde du lancer du disque avec la marque de 54,93 m, améliorant de 70 cm l'ancienne meilleure marque mondiale de l'Italien Adolfo Consolini. Ce record sera repris par Adolfo Consolini en octobre 1948.
Il est champion des États-Unis du lancer du disque en 1942 et 1946.